# České plavební společnosti
Seznam uvádí některé české plavební společnosti, které zajišťují vodní dopravu, a to jak linkovou osobní vodní dopravu, tak i komerční nákladní vodní dopravu.

## Pražská paroplavební společnost a DP DS Osobní lodní doprava
Pražská Paroplavba byla založena roku 1865. Velký podíl na jejím založení nesl František Dittrich, pozdější pražský primátor. Ve třicátých letech 20. století v ní získalo majetkový podíl město Praha, později byla s názvem Osobní lodní doprava součástí Dopravního podniku hlavního města Prahy. V roce 1992 byla privatizována. V roce 2002 byla jejím jediným akcionářem Evropská vodní doprava s. r. o. PPS tradičně provozuje vyhlídkové plavby v Praze i linkovou osobní doprava po Vltavě mezi Mělníkem a Štěchovicemi až na Slapy, dříve zřejmě i po Labi u Děčína směrem k Bad Schandau. Pražská Paroplavba provozuje také pravidelné plavby parníky a loděmi do pražské ZOO.

## Evropská vodní doprava s. r. o. (EVD)
Byla založena v roce 1993. Je hlavním akcionářem Pražské paroplavební společnosti (v roce 2002 byla jejím jediným akcionářem). Až do roku 2012 provozovala osobní lodní dopravu zaměřenou na vyjížďky po Praze. V roce 2012 tuto oblast od ní převzala společnost Prague Boats s.r.o.

### Osobní doprava (do roku 2012)
Lodě: Šumava (kolesová), Poseidon, Porto (ex Odyssea), Calypso, Kotva, Bohemia, Praha, Natal (ex Berounka), Danubio (bývalá loď Čadca, rekonstruovaná roku 2006). V roce 2007 se loď Odyssea, po najetí na hranu pilíře Karlova mostu, potopila u Čechova mostu a po opravě byla přejmenována na Porto.
Lodě Praha a Natal (ex Berounka) původně patřily Pražské paroplavební společnosti.
Osobní přístaviště u Čechova mostu.
Doprava: Vyjížďky osobními loděmi po Praze.

### Nákladní doprava
Lodě: 38 plavidel + 1 tankové plavidlo + plovoucí zařízení, plošiny pro stavební a jiné účely. Vlastní též dva kamionové návěsy.
Nákladní lodní doprava po celé Evropě.

## Prague Boats s. r. o.
Byla založena v roce 2012, kdy převzala od Evropské vodní dopravy divizi osobní lodní dopravy. Od té doby v Praze na Vltavě provozuje motorové lodě i plavidla na solární a hybridní pohon. Lodě plují na pravidelných vyhlídkových a gastronomických plavbách a slouží též k pronájmům. Společnost je zároveň hlavním akcionářem Pražské paroplavební společnosti. 

## Pražské Benátky, s. r. o.
Společnost Pražské Benátky byla založena roku 1999. Provozuje přívozy v Praze i turistické plavby. Stejnojmenná veřejná obchodní společnost, v roce 2006 přejmenovaná na Druhou Všeobecnou Člunovací Společnost, byla založena roku 1993.

## Quarter, s. r. o.
Společnost Quarter byla založena v roce 1994. Provozuje linkové i nelinkové plavby na slapské, kamýcké, orlické přehradní nádrži a Dalešické přehradě.

## Lodní společnost Bohemia s. r. o.
Lodní společnost Bohemia provozuje v Praze zadokolesový parník Tyrš (kapacita 296 osob) a motorovou loď Atlantida (kapacita 130 osob) pro objednané jízdy.

## Európé River Party s. r. o.
Európé River Party vlastní a provozuje salonní motorovou loď Európé, kapacitně údajně největší loď v Praze na Vltavě. Majitelem je Ivan Zikmund.

## Rosenberger LIPNO-LINE, s. r. o.
Společnost Rosenberger LIPNO-LINE byla založena roku 1992. Provozuje vyhlídkové jízdy na lipenské přehradní nádrži.

## REGIO Máchova kraje, a. s.
Společnost REGIO Máchova kraje působí od roku 1993. Provozuje motorové lodě Máj, Racek, Hynek a Jarmila pro linkové i nelinkové plavby na Máchově jezeře.

## Pardubická plavební, a. s.
Společnost Pardubická plavební plánovala osobní dopravu po Labi, v roce 2004 měla finanční potíže. Provozuje motorovou loď Arnošt z Pardubic.

## ČSPL, a. s.
ČSPL provozuje rejdařské, logistické a spediční služby po celé Evropě. V minulosti provozovala v letní sezóně o volných dnech osobní lodní dopravu po Labi v úseku Děčín - Hřensko lodí Ploučnice.

## Dopravní podnik města Brna, a. s.
Zajišťuje dopravu na Brněnské přehradě.

## Plavby Pálava
Plavby Pálava provozují lodní dopravu na Novomlýnské nádrži s lodí Věstonická Venuše.
- Pravidelné plavby: pravidelné plavby podle jízdního řádu, vyhlídkové okružní plavby, linkové plavby do Brodu nad Dyjí, noční plavby
- Skupinové plavby: plavby skupin na základě předchozí objednávky s termínem dohodnutým minimálně 1 kalendářní den předem
- Plavby pro školy: plavby pro skupiny žáků mateřských, základních a středních škol s dohodnutým termínem minimálně 1 kalendářní den předem
- Pronájem lodi: plavby pro skupiny s vyloučením ostatních pasažérů, plavby s kapitánem a lodníkem s programem a termínem dohodnutým minimálně 1 kalendářní den předem, plavby s občerstvením s předem dohodnutým termínem, vhodné pro rodinné a firemní oslavy či oslavy s přáteli

## 1. plavební s. r. o.
Provozuje plavby po Dyji malými loďkami.

## Přístav Pardubice
Společnost Přístav Pardubice je provozovatelem nákladní dopravy.